# Gilbert Julien Gabriel Rocquain-Devienne
Gilbert Julien Gabriel Rocquain-Devienne est un homme politique français né le 3 novembre 1745 à Ballon, actuel département de la Sarthe, et décédé à une date et un lieu inconnus.

## Biographie
Employé à la ferme générale à Paris, il devient chef du bureau des privilégiés en 1788. Procureur syndic de la commune de Ballon en 1790, il est ensuite maire et assesseur du juge de paix. Sous-préfet de Nogent-le-Rotrou en 1800, il est député d'Eure-et-Loir de 1803 à 1807.

## Sources
- « Gilbert Julien Gabriel Rocquain-Devienne », dans Adolphe Robert et Gaston Cougny, Dictionnaire des parlementaires français, Edgar Bourloton, 1889-1891 [détail de l’édition]